# 選抜高等学校野球大会 (福島県勢)
選抜高等学校野球大会（いわゆる「春の甲子園」「センバツ」）においての福島県勢の成績について記す。

## 大会結果
| 大会                 | 選出校                          | 試合結果 | 試合結果                           | 成績     |
| -------------------- | ------------------------------- | -------- | ---------------------------------- | -------- |
| 1959年（第31回大会） | 会津（初出場）                  | 1回戦    | ● 0 - 3 県尼崎                     | 初戦敗退 |
| 1968年（第40回大会） | 磐城（初出場）                  | 1回戦    | ● 4 - 10 高知商                    | 初戦敗退 |
| 1971年（第43回大会） | 福島商（初出場）                | 1回戦    | ○ 8 - 4 一条                       | ベスト8  |
| 1971年（第43回大会） | 福島商（初出場）                | 2回戦    | ○ 5 - 4 戸畑商                     | ベスト8  |
| 1971年（第43回大会） | 福島商（初出場）                | 準々決勝 | ● 0 - 6 大鉄                       | ベスト8  |
| 1974年（第46回大会） | 磐城（6年ぶり2回目）            | 1回戦    | ● 1 - 4 倉敷工                     | 初戦敗退 |
| 1976年（第48回大会） | 学法石川（初出場）              | 1回戦    | ● 1 - 4 鹿児島実                   | 初戦敗退 |
| 1981年（第53回大会） | 福島商（10年ぶり2回目）         | 1回戦    | ● 1 - 2 御坊商工                   | 初戦敗退 |
| 1987年（第59回大会） | 学法石川（11年ぶり2回目）       | 1回戦    | ● 1 - 6 池田                       | 初戦敗退 |
| 1988年（第60回大会） | 福島北（初出場）                | 2回戦    | ○ 3 - 2 神港学園                   | 3回戦    |
| 1988年（第60回大会） | 福島北（初出場）                | 3回戦    | ● 1 - 4 津久見                     | 3回戦    |
| 1991年（第63回大会） | 学法石川（4年ぶり3回目）        | 1回戦    | ○ 2 - 0 小松島西                   | 2回戦    |
| 1991年（第63回大会） | 学法石川（4年ぶり3回目）        | 2回戦    | ● 1 - 4 鹿児島実                   | 2回戦    |
| 1995年（第67回大会） | 清陵情報（初出場）              | 1回戦    | ● 2 - 10 関西                      | 初戦敗退 |
| 1997年（第69回大会） | 平工（初出場）                  | 1回戦    | ● 3 - 9 西京                       | 初戦敗退 |
| 2000年（第72回大会） | 福島商（19年ぶり3回目）         | 1回戦    | ○ 7 - 3 南陽工                     | ベスト8  |
| 2000年（第72回大会） | 福島商（19年ぶり3回目）         | 2回戦    | ○ 4 - 3 北照                       | ベスト8  |
| 2000年（第72回大会） | 福島商（19年ぶり3回目）         | 準々決勝 | ● 1 - 3 国学院栃木                 | ベスト8  |
| 2001年（第73回大会） | 安積（21世紀枠・初出場）        | 1回戦    | ● 1 - 5 金沢                       | 初戦敗退 |
| 2007年（第79回大会） | 聖光学院（初出場）              | 1回戦    | ● 2 - 4 市川                       | 初戦敗退 |
| 2008年（第80回大会） | 聖光学院（2年連続2回目）        | 2回戦    | ● 0 - 1 沖縄尚学                   | 初戦敗退 |
| 2012年（第84回大会） | 聖光学院（4年ぶり3回目）        | 1回戦    | ○ 2 - 0 鳥羽                       | 2回戦    |
| 2012年（第84回大会） | 聖光学院（4年ぶり3回目）        | 2回戦    | ● 1 - 7 横浜                       | 2回戦    |
| 2013年（第85回大会） | 聖光学院（2年連続4回目）        | 2回戦    | ○ 8 - 0 益田翔陽                   | ベスト8  |
| 2013年（第85回大会） | 聖光学院（2年連続4回目）        | 3回戦    | ○ 4 - 3 鳴門                       | ベスト8  |
| 2013年（第85回大会） | 聖光学院（2年連続4回目）        | 準々決勝 | ● 3 - 9 敦賀気比                   | ベスト8  |
| 2013年（第85回大会） | いわき海星（21世紀枠・初出場）  | 1回戦    | ● 0 - 3 遠軽                       | 初戦敗退 |
| 2018年（第90回大会） | 聖光学院（5年ぶり5回目）        | 1回戦    | ○ 5 - 3 東筑                       | 2回戦    |
| 2018年（第90回大会） | 聖光学院（5年ぶり5回目）        | 2回戦    | ● 3 - 12 東海大相模                | 2回戦    |
| 2020年（第92回大会） | 磐城（21世紀枠・46年ぶり3回目） | 交流試合 | ● 3 - 4 国士舘                     | （中止） |
| 2022年（第94回大会） | 聖光学院（4年ぶり6回目）        | 1回戦    | ○ 9 - 3 二松学舎大付               | 2回戦    |
| 2022年（第94回大会） | 聖光学院（4年ぶり6回目）        | 2回戦    | ● 2 - 7 近江                       | 2回戦    |
| 2022年（第94回大会） | 只見（21世紀枠・初出場）        | 1回戦    | ● 1 - 6 大垣日大                   | 初戦敗退 |
| 2024年（第96回大会） | 学法石川（33年ぶり4回目）       | 1回戦    | ● 0 - 4 健大高崎                   | 初戦敗退 |
| 2025年（第97回大会） | 聖光学院（3年ぶり7回目）        | 1回戦    | ○ 4 - 3× 常葉大菊川 （延長12回TB） | ベスト8  |
| 2025年（第97回大会） | 聖光学院（3年ぶり7回目）        | 2回戦    | 〇 4 - 7 早稲田実                  | ベスト8  |
| 2025年（第97回大会） | 聖光学院（3年ぶり7回目）        | 準々決勝 | ●4 - 12浦和実（延長10回TB)         | ベスト8  |

## 通算成績
| 出場 | 試合 | 勝利 | 敗戦 | 引分 | 勝率 | 優勝 | 準優勝 | ベスト4 | ベスト8 |
| ---- | ---- | ---- | ---- | ---- | ---- | ---- | ------ | ------- | ------- |
| 24   | 36   | 13   | 23   | 0    | .361 | 0    | 0      | 0       | 4       |

## 学校別成績
| 校名       | 出場 | 勝敗   | 直近出場 | 最高成績 | 前身校     |
| ---------- | ---- | ------ | -------- | -------- | ---------- |
| 聖光学院   | 7回  | 7勝7敗 | 2022年   | ベスト8  |            |
| 学法石川   | 4回  | 1勝4敗 | 2024年   | 2回戦    |            |
| 福島商     | 3回  | 4勝3敗 | 2000年   | ベスト8  |            |
| 磐城       | 3回  | 0勝2敗 | 2020年   | 初戦敗退 |            |
| 福島北     | 1回  | 1勝1敗 | 1988年   | 3回戦    |            |
| 会津       | 1回  | 0勝1敗 | 1959年   | 初戦敗退 |            |
| 清陵情報   | 1回  | 0勝1敗 | 1995年   | 初戦敗退 |            |
| 平工       | 1回  | 0勝1敗 | 1997年   | 初戦敗退 |            |
| 安積       | 1回  | 0勝1敗 | 2001年   | 初戦敗退 |            |
| 小名浜海星 | 1回  | 0勝1敗 | 2013年   | 初戦敗退 | いわき海星 |
| 只見       | 1回  | 0勝1敗 | 2022年   | 初戦敗退 |            |